# Время монстров
«Время монстров» (англ. The Head Hunter, «Охотник за головами») — американский фэнтезийный фильм ужасов 2018 года режиссёра Джордана Дауни. Премьера картины состоялась 6 октября 2018 года на Кинофестивале в Сиджесе. Фильм завоевал ряд наград на кинофестивалях и получил хорошие отзывы критиков.

## Сюжет
Картина рассказывает о средневековом воине, живущем отшельником в мрачном лесу и жаждущем отомстить смертельно опасному существу за гибель своей единственной дочери. Получая от короля послания о появляющихся в округе монстрах, он отправляется за их головами, каждый раз надеясь, что встретит своего заклятого врага. Он возвращается с головой очередного чудища, насаживая его на кол, торчащий из стены. На свои раны он накладывает особое снадобье, которое хранит в банках, и на следующее утро просыпается с зажившими ранами.
Однажды воин получает послание, в котором он узнаёт по описанию того самого монстра. Он отправляется в дальнюю дорогу и возвращается с головой своего врага, бросая её на пол дома. Однако из-за постоянно открывающегося окна, которое воин не успел починить, стоящая на подоконнике банка со снадобьем падает и проливается на мешок с головой. Голова оживает и убегает в чащу, увлекая за собой воина. Чтобы обрести тело, голова достаёт из могилы дочери воина её скелет и насаживается на него. В узкой пещере, куда в поисках головы заходит воин, ему наконец удаётся победить её. Он хоронит скелет дочери в её могиле.
Вернувшись домой, бросив голову на землю и ещё раз ударив по ней топором, воин отправляется пилить доску для починки окна. Но вновь ожившая голова набрасывается на него. Существо с головой монстра и телом воина входит в дом, накалывает теперь уже голову воина на кол, берёт банку со снадобьем и выходит наружу.

## В главных ролях
- Кристофер Рай — Отец
- Кора Кауфман — Дочь
- Аиша Риккетс — Голова (голос)

## Производство
Фильм был снят в португальском местечке под названием Сотелу-Моришку на севере страны, почти на самой границе с Испанией. Бабушка сценариста, продюсера и оператора фильма Кевина Стюарта прожила в этой деревне всю жизнь.
Для эффектных панорамных планов фильма активно задействовались беспилотные летательные аппараты. С целью же достижения максимально достоверной картинки средневекового быта большинство сцен снимались при естественном освещении, а также при использовании лишь свечей и факелов.
Жилищем главного героя стала заброшенная мельница у лесного источника. А кульминационная сцена снималась в древнем подземном водохранилище, вырытом внутри холма. Оно было затопленным и сильно заросшим, поэтому создателям пришлось провести полноценные ирригационные работы.
Музыку к фильму композитор Ник Сул писал под впечатлением картины «Солярис». При этом у монстра в фильме своя музыкальная тема, у дочери героя своя, отдельная дорожка подобрана для моментов одиночества, а некоторые проигрыши призваны менять настроение зрителя с испуганного на сочувствующее.
Доспехи главного героя сделал кожевенник Андре Бравин в паре с помощником Себастьяном Столтом из шведской мастерской Patina Leathercraft. В процессе работы они старались создать нечто среднее между амуницией викинга и нарядом персонажа Кожаное лицо из франшизы «Техасская резня бензопилой».

## Ки-арт
Ки-арт фильма был создан известным американским художником Кристофером Шаем. Особенностью его работ является то, что они написаны акварелью.

## Релиз
Права на прокат «Времени монстров» на Северную Америку купила компания Vertical Entertainment, которая выпустила картину в 2019 году.
«Посмотрев „Время монстров“, мы сразу же поняли, что перед нами особенный, уникальный проект, который понравится всем поклонникам фильмов ужасов», — прокомментировал приобретение Джош Спектор, вице-президент по закупкам и дистрибуции Vertical Entertainment. В свою очередь, режиссёр фильма Джордан Дауни сказал: «Во „Времени монстров“ зрители увидят нечто действительно неординарное. И нам было важно найти партнёра, который поверит в исключительность этого фильма».
Премьера фильма в России состоялась 1 мая 2019 года, а его прокатчиком выступила компания Planeta Inform Film Distribution.

## Награды
Проект был показан на киноконвенте в Тельюрайде, штат Колорадо и на кинофоруме Nightmares Film Festival в городе Колумбус (Огайо), где он получил награды за лучший полнометражный фильм и лучшую работу оператора.
В феврале 2019 года картина была показана на кинофестивале InsoLito в Перу, где исполнитель главной роли Кристофер Рай получил награду за лучшую актёрскую работу. Он же был награждён за неё и на конвенте Fantasporto в городе Порту.

## Критика
После первых показов рейтинг картины Джордана Дауни на сайте IMDB составляет 7,3 баллов из 10-ти.
Критик Fear Forever Энди Бреслоу утверждает: «Фильм существует в своей собственной вселенной, стоящей в одном ряду с некоторыми величайшими хоррор/фэнтези эпосами современной эпохи… Финальные кадры заставили меня улыбаться до ушей, а концовка была такой неожиданной, что вызвала в зале шквал аплодисментов. Это было поистине блестящее и очень достойное завершение кино о монстрах».
В свою очередь, автор Dread Central Джонатан Баркэн отмечает следующее: «Время монстров» — атмосферная и поражающая воображение картина. Здесь масса того, что обожают фанаты хорроров: физических спецэффектов. Главный монстр, хоть и остается по большей части в тени, представляет собой по-настоящему омерзительную тварь. А каждая голова на стене — уникальное существо, которое заставляет наше воображение работать на полную и задаваться вопросами типа «Что это такое?» и «Каково его прошлое?».
Ефим Гугнин (Film.ru), оценив фильм на 7 баллов из 10, охарактеризовал его как «лаконичный фолк-хоррор», сравнив с лентой «Ведьма» Эггера. Критик назвал «Время монстров» образцом «той философии низкобюджетного кино, которую когда-то вывел Роберт Родригес: мол, лучше снимать лаконичнее и проще, но чтобы каждая деталь была на своём месте не просто так», а концовка, по мнению автора, заслуживает «отдельную медаль за изобретательность».